# Ukrajinska kuhinja
Ukrajinska kuhinja ima dugu tradiciju koja se konačno definirala na prijelazu s 18. na 19. stoljeće. Upravo zahvaljujući višestoljetnoj tradiciji obilježena je relativno jednostavnim, raznovrsnim i zasitnim jelima. Na ukrajinsku kuhinju tijekom povijesti utjecali su mnogi čimbenici iz gotovo svih krajeva svijeta no kako se Ukrajina često smatra kulturološkom kolijevkom slavenskih naroda, specifičnost ukrajinske kuhinje bitno je utjecala na kuhinju slavenskih i drugih naroda u njezinom okruženju, posebno kada je riječ o susjednoj Rusiji, Bjelorusiji i Poljskoj. 
Tragovi karakteristične ukrajinske kuhinje vidljivi su gotovo u svim slavenskim, ali i drugim istočnoeuropskim zemljama. Najpoznatije ukrajinsko jelo boršč, čiji su sastojci karakteristični upravo za takozvanu «Žitnicu Ukrajinu», danas se pronalazi u nacionalnoj kuhinji više slavenskih te baltičkih zemalja. U tradiciji ukrajinske kuhinje također se pronalaze grčki, iranski, židovski i drugi utjecaji što govori o staroj te svestranoj tradiciji ukrajinske kuhinje.
Vrijedi spomenuti da je ukrajinska votka odnosno «horilka» trenutno najkvalitenije alkoholno piće takve vrste u svijetu. To su ustanovili vrhunski ocjenjivači iz Rusije, Švedske i Finske. Među ukrajinskim vinima posebno se ističe desertno vino Massandra koje potječe s poluotoka Krima. S obzirom na to da Ukrajina spada među najveće proizvođače meda u svijetu, također su prisutna mnoga alkoholna pića od meda.

## Povijest i obostrani utjecaji
Složena povijest Ukrajine i njezinih susjeda govori o bitnom obostranom utjecaju kada je u pitanju tradicionalna kuhinja. Ukrajina je nakon 14. stoljeća izgubila političku neovisnost te se više od 6. stoljeća nalazila pod velikim političkim i drugim utjecajem Poljske, Litve i Rusije. Ipak, taj je utjecaj bio značajno obostran. Paradoksalno je to da su kolonizatori Ukrajine često više prihvaćali ukrajinsku kuhinju nego što su to činili sami Ukrajinci. Ukrajinska nacionalna kuhinja posebno je veliki utjecaj imala na Rusiju sve do 19. stoljeća. U ukrajinskoj kuhinji primjećuju se također mađarski, rumunjski, slovački i drugi utjecaji s obzirom na to da je nekoliko milijuna Ukrajinaca prebivalo upravo na tim prostorima.
Ukrajinski kozaci početkom 18. stoljeća stvaraju veći značaj danas dvije zaštitne namirnice koje će konačno definirati prepoznatljivu ukrajinsku nacionalnu kuhinju. Riječ je o već poznatoj zdravoj namirnici cikli te zasitnom svinjskom salu. Upotreba svinjskog sala djelomično se uvriježila iz svojevrsnog prkosa prema susjednim istočnjačkim kuhinjama (Tatarima) u kojima je svinjetina zabranjeno jelo. Djelomično je ta ponešto surovija ukrajinska kulinarska tradicija uvriježena među Ukrajincima još od doba lokalnih Vikinga. Salo konzumiraju sirovo, usoljeno, kuhano, sušeno i pečeno, na svinjskoj masti kuhaju i peku čak i slatka jela. Jede se i salo s čokoladom. 
Ukrajinci za Božić pripremaju čak 12 ukrajinskih nacionalnih jela što govori o njihovoj velikoj kršćanskoj tradiciji, prisutnoj od 10. stoljeća. Slični običaji pronalaze se u iranskoj kulturi koja je s Ukrajinom posebno povezana kroz Skite i Sarmate. Gostima se kod Ukrajinaca nudi okrugli kruh (hljib) i sol (sil) na vezenom ručniku (ruščnik) uz tradicionalni domaćinov pozdrav Vitajemo! (Dobrodošli!). Ovdje se vidi kulturni utjecaj starih Grka, koji su još prije 2000. godina nudili gostima kruh i sol. Razlog tomu je vrlo očit s obzirom na to da je prije oko 2500. godina, stara Ukrajina, tada Skitija, bila žitnica stare Grčke. Grčko tlo bilo je pogodno za vino i maslinu, ali ne i za žito. 

## Dio specijaliteta iz ukrajinske kuhinje
- Ukrajinski miješani boršč (predjelo)
- Vareniki (Pirohy) s višnjama (desert)[4]
- Jednostavni puhleniki (desert)
- Kokoš pirjana s galuškama (glavno jelo)
- Kuleš (predjelo)
- Ležnji od krumpira (glavno jelo)
- Sečeniki od jaja (prilog)
- Špundra (glavno jelo)
- Šuliki medeni s makom (desert)
- Uzvar od svježog voća i jagodičastih plodova (desert)[5]

## Zanimljivosti
- Za međunarodno jelo boršč često se zabunom tumači da je nastalo u Rusiji iako je nastalo u Ukrajini. Najpoznatije jelo u Rusiji je šči i Rusi ga smatraju svojim nacionalnim jelom kao i Ukrajinci boršč.[6]

## Vanjske poveznice
- Ukrajinska kuhinja
- Several recipes of traditional Ukrainian dishes
- Українська кухня в історичному ракурсі (ukr.)  Arhivirana inačica izvorne stranice od 4. ožujka 2008. (Wayback Machine)